# Namibisch-osttimoresische Beziehungen
Die namibisch-osttimoresischen Beziehungen beschreiben das zwischenstaatliche Verhältnis zwischen Namibia und Osttimor.

## Geschichte

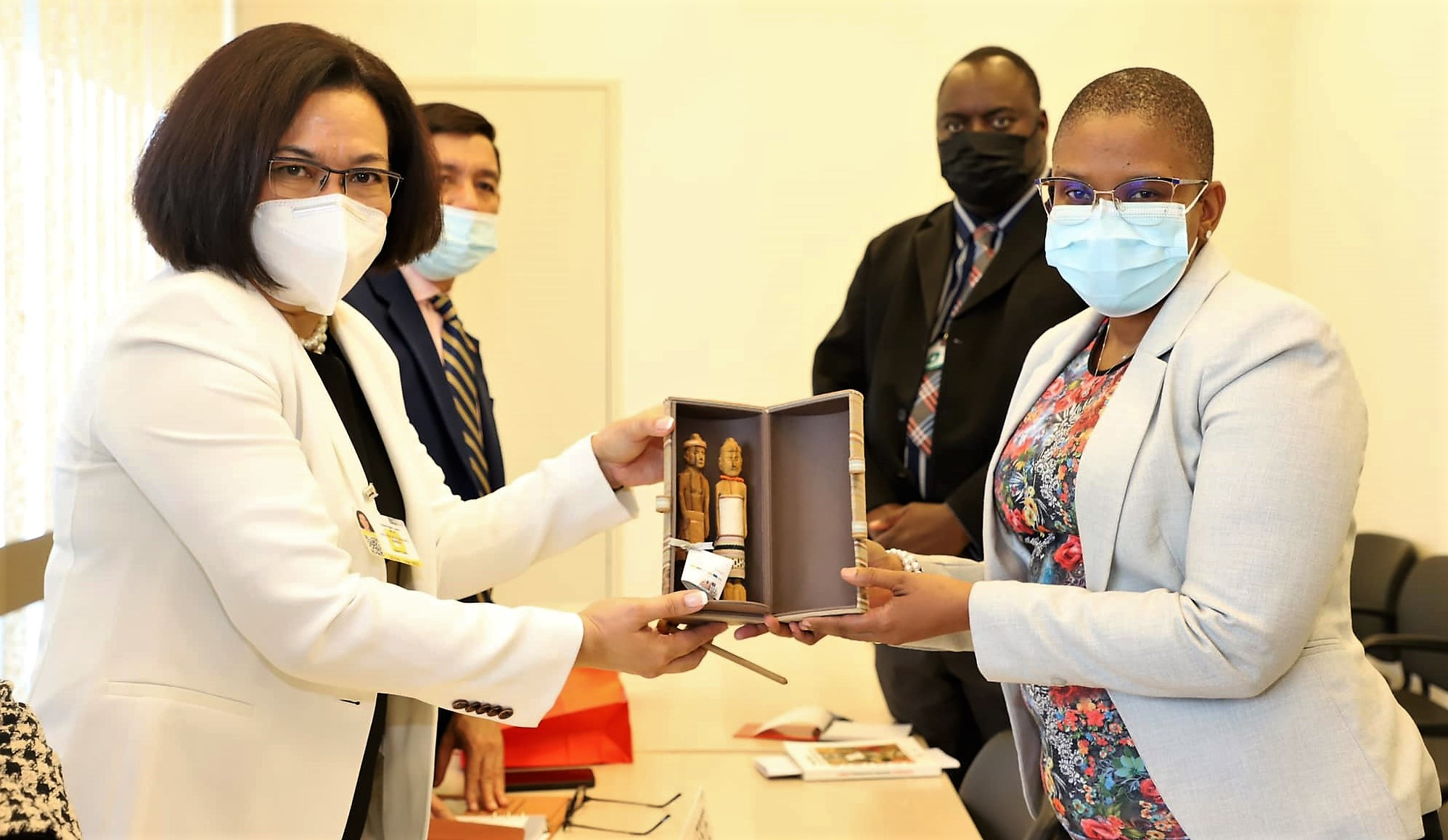
Treffen auf Ministerebene (2022)

Namibia beteiligte sich mit Personal an der Unterstützungsmission der Vereinten Nationen in Osttimor (UNMISET). Ebenso stellte es Polizisten für die Integrierte Mission der Vereinten Nationen in Timor-Leste (UNMIT).
Am 1. Oktober 2003 nahmen Namibia und Osttimor diplomatische Beziehungen auf.
Am 3. März 2022 trafen sich Namibias Justizministerin Yvonne Dausab und Osttimors Außenministerin Adaljíza Magno in Genf.
Namibia hat bei der Gemeinschaft der Portugiesischsprachigen Länder seit 2014 Beobachterstatus, Osttimor ist reguläres Mitglied. Beide Staaten gehören außerdem zur Bewegung der Blockfreien Staaten, zur AKP-Gruppe und zur Gruppe der 77.

## Diplomatie

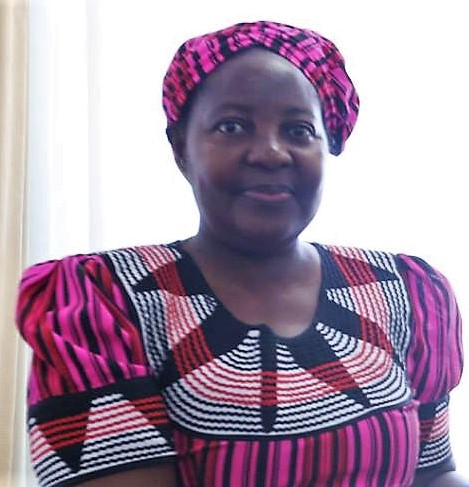
Namibias Botschafterin
Anne Namakau Mutelo (2019)

Die beiden Staaten verfügen über keine diplomatische Vertretungen im jeweils anderen Land. Die namibische Hochkommissariat in Kuala Lumpur (Malaysia) ist auch für Osttimor zuständig.

## Wirtschaft
Für 2018 gibt das Statistische Amt Osttimors keine Handelsbeziehungen zwischen Namibia und Osttimor an.